# Троксерутин
Троксерути́н — лекарственное средство, флавоноид (полусинтетическое производное рутина, γ-бензопирон), применяется в основном при лечении болезней вен. Оказывает венотонизирующее, ангиопротективное, противовоспалительное, противоотечное и антиоксидантное действие. 
Один из первых препаратов-флебопротекторов. Его сохраняющаяся популярность среди врачей и пациентов (по данным за 2004 год, препарат назначался более трети больных с хронической венозной недостаточностью) обусловлена исторически сложившейся практикой и его низкой стоимостью. В настоящее время он имеет ограниченное применение, в первую очередь — в случаях, когда необходимо достаточно быстрое достижение противовоспалительного эффекта.
Длительный приём троксерутина нецелесообразен из-за возможных побочных эффектов: раздражения желудочно-кишечного тракта и аллергических реакций (до 20 % случаев). В настоящее время считается, что препараты на основе диосмина эффективнее троксерутина.

## Фармакологические свойства
По физическим свойствам — жёлтый порошок, растворим в воде, глицерине, пропиленгликоле. Практически нерастворим в холодном этаноле (образует алкоголят), эфире, бензоле, хлороформе.

### Фармакодинамика
Обладает P-витаминной активностью. Участвует в окислительно-восстановительных процессах, блокирует гиалуронидазу, стабилизирует гиалуроновую кислоту клеточных оболочек и уменьшает проницаемость и ломкость капилляров, повышает их тонус. Увеличивает плотность сосудистой стенки, уменьшает экссудацию жидкой части плазмы и диапедез клеток крови. Снижает воспаление в сосудистой стенке, ограничивая прилипание к её поверхности тромбоцитов.
Пациентам с хронической венозной недостаточностью применение троксерутина рекомендуется как в начальных, так и в поздних стадиях заболевания. Поскольку препарат имеет большую широту терапевтического действия (преимущественно — купирование воспаления, а также повышение тонуса вен, улучшение лимфодренажной функции и микроциркуляции), допускается назначение его в виде монотерапии, что снижает лекарственную нагрузку на организм пациента.
При состояниях, характеризующихся повышенной проницаемостью сосудов (в том числе при скарлатине, гриппе, кори, аллергических реакциях), используют в сочетании с аскорбиновой кислотой для усиления её действия на структуру и проницаемость сосудистой стенки.

### Фармакокинетика
После приёма внутрь абсорбируется из ЖКТ в системный кровоток с последующим распределением в тканях организма. Хорошо всасывается с поверхности кожи при наружном использовании в виде геля. Уровень концентрации троксерутина в крови при внутрижелудочном введении в виде капсул на порядок выше, чем при накожном нанесении гелей, что обеспечивает более высокую системную биодоступность препарата при пероральном применении. При накожном нанесении в виде геля троксерутин относительно медленно проникает в кровь через кожный барьер, что обеспечивает более значительное накопление его в тканях.
Легко проходит гистогематический барьер. Время достижения максимальной концентрации (TCmax) — 2 ч., терапевтическая концентрация в плазме поддерживается в течение 8 часов. Метаболизируется в печени с образованием двух метаболитов. Выводится почками и с желчью (11 % — в неизмененном виде) в течение суток.

## Применение
Показания
Варикозное расширение вен нижних конечностей (I83),
хроническая венозная недостаточность (I87.2) с такими проявлениями, как статическая тяжесть в ногах, язвы голени, трофические поражения кожи, варикозный дерматит;
поверхностный тромбофлебит, перифлебит (I80),
флеботромбоз (I82.9),
геморрой (I84),
посттромботический синдром (I87.0).
Диабетическая микроангиопатия (I79.2),
ретинопатия (H35.0),
геморрагический диатез с повышенной проницаемостью капилляров (D69.9), в том числе при кори, скарлатине, гриппе;
посттравматический отёк и гематома (T14.0, T14.9),
побочные сосудистые эффекты лучевой терапии (Y84.2),
профилактика осложнений после операций на венах.
Противопоказания
Гиперчувствительность, язвенная болезнь желудка и 12-перстной кишки, хронический гастрит (в фазе обострения), беременность (I триместр), период лактации.
С осторожностью

Не рекомендуется длительное использование пациентами с выраженными нарушениями функции почек, детям до 15 лет (опыт применения отсутствует). Во II и III триместрах беременности можно применять только по назначению врача.

## Режим дозирования
Внутримышечно или внутривенно: медленно, по 500 мг через день (не менее 5 инъекций), затем переходят на прием внутрь во время еды по 600—900 мг в день, в течение 2—4 недель и более, поддерживающая терапия — по 300 мг в день.
Наружно: гель наносят утром и вечером на кожу болезненного участка от дистальной к проксимальной части и слегка массируют до полного всасывания (можно накладывать под окклюзионную повязку). Препарат наносят только на неповрежденную поверхность, не применяют на открытые раны. Следует избегать попадания геля в глаза и на слизистые оболочки, а также не допускать воздействия солнечных лучей на обработанные участки.
Побочное действие: аллергические реакции, эрозивно-язвенные поражения ЖКТ, головная боль.
В связи с тем, что препарат обладает относительно низкой биодоступностью, реальная суточная дозировка, рекомендуемая флебологами, составляет 1500 мг. Однако увеличение дозировки ведёт к соответствующему увеличению частоты побочных эффектов (гастроирритивных и аллергических реакций).

## Клинические исследования
Контролируемых исследований с рандомизацией не проводилось. Единственные исследования не соответствует критериям GCP и не позволяет оценить результаты: КИ были открытыми, без плацебо-контроля, с выборкой в целом в 46 пациентов.